# Charbonnières-les-Bains
Charbonnières-les-Bains es una comuna francesa situada en la Metrópoli de Lyon, de la región de Auvernia-Ródano-Alpes. Pertenece a la aglomeración urbana de Lyon.

## Demografía
| 2 148 | 2 448 | 3 086 | 3 973 | 4 033 | 4 377 | 4 851 | 5 067 |
| Para los censos de 1962 a 1999 la población legal corresponde a la población sin duplicidades (Fuente: INSEE [Consultar]) |       |       |       |       |       |       |       |